# John Hughes (tonsättare)
John Hughes, född 1873, död 1932, var en diakon, kantor och koralkompositör från Wales.

## Sånger/psalmer
- Gud, ditt folk är vandringsfolket